# Piper longistamineum
Piper longistamineum är en pepparväxtart som beskrevs av William Trelease. Piper longistamineum ingår i släktet Piper och familjen pepparväxter. Inga underarter finns listade i Catalogue of Life.